# Стербень
Стербень — река в России, протекает в Великолукском районе Псковской области. Река вытекает из рыбного питомника на высоте 108,7 м. Устье реки находится в 14 км по правому берегу реки Большой Удрай. Длина реки составляет 4,3 км.
В реку сбрасывает сточные воды СПРК «Колхоз „Красный рыбак“»

## Данные водного реестра
По данным государственного водного реестра России относится к Балтийскому бассейновому округу, водохозяйственный участок реки — Ловать и Пола, речной подбассейн реки — Волхов. Относится к речному бассейну реки Нева (включая бассейны рек Онежского и Ладожского озера).
По данным геоинформационной системы водохозяйственного районирования территории РФ, подготовленной Федеральным агентством водных ресурсов:
- Код водного объекта в государственном водном реестре — 01040200312102000022929
- Код по гидрологической изученности (ГИ) — 102002292
- Код бассейна — 01.04.02.003
- Номер тома по ГИ — 2
- Выпуск по ГИ — 0